# Krebs (Musik)
Ein musikalischer Krebs oder Krebsgang ist das Rückwärtsspielen einer Notenpassage (das Spiegeln an der Vertikalen). Besonderer Beliebtheit erfreuen sich musikalische Krebse in der Dodekaphonie sowie im Barock, etwa im Kanon (Krebskanon) und der Fuge.
Friedrich Wilhelm Marpurg gibt dazu in seiner Abhandlung von der Fuge (1754) folgende Definition:

„Wenn eine Composition so beschaffen ist, daß man sie nicht allein vom Anfang nach dem Ende zu, sondern auch vom Ende nach dem Anfang zu, d.i. rückwärts ausüben kann: so heißt sie ein rückgängiger Contrapunct.“

Der Name leitet sich von der Fortbewegungsart der Krebse ab, denen fälschlicherweise häufig nachgesagt wird, nur rückwärts zu laufen.
Ist ein Krebs gleichzeitig eine Umkehrung, so heißt er Krebsumkehrung oder auch Krebs der Umkehrung (Spiegel-Krebskanon).